# أوفير دافيدزادا
أوفير دافيدزادا (بالعبرية: אופיר דוידזאדה‏) (5 مايو 1991 ببئر السبع في إسرائيل - ) هو لاعب كرة قدم إسرائيلي في مركز الدفاع. شارك مع منتخب إسرائيل تحت 21 سنة لكرة القدم ومنتخب إسرائيل لكرة القدم. أما مع النوادي، فقد لعب مع نادي هبوعيل بئر السبع.

## وصلات خارجية
- أوفير دافيدزادا على موقع الاتحاد الأوربي (الإنجليزية)
- أوفير دافيدزادا على موقع قاعدة بيانات كرة القدم.إي يو (الإنجليزية)
- أوفير دافيدزادا على موقع ناشيونال فوتبول تيمز (الإنجليزية)
- أوفير دافيدزادا على موقع Soccerway.com (الإنجليزية)
- أوفير دافيدزادا على موقع عالم كرة القدم.نت (الإنجليزية)